# Ctenucha reducta
Ctenucha reducta là một loài bướm đêm thuộc phân họ Arctiinae, họ Erebidae.